# Dorstenia tubicina
Dorstenia tubicina är en mullbärsväxtart som beskrevs av Hipólito Ruiz López och Pav.. Dorstenia tubicina ingår i släktet Dorstenia och familjen mullbärsväxter. Inga underarter finns listade i Catalogue of Life.